# 苹果全球开发者大会
Apple 全球開發者大會（英語：Apple Worldwide Developers Conference）是蘋果公司每年定期於美國加州舉辦的資訊科技活動，該活動通常在加州聖何塞會議中心舉行。該活動旨在向全球的軟件設計師展示蘋果公司最新的軟體及技術，通常用於展示macOS、iOS、iPadOS、watchOS、tvOS和visionOS系列以及其他蘋果公司的軟件。與會者可以與蘋果公司工程師一起參與動手實驗，並參與涵蓋各種主題的深入會議。
首屆WWDC於1983年隨著「Apple Basic」的推出而舉行，但直到2002年，蘋果公司才開始將該會議用作新產品的主要發布平台。從1987年開始，WWDC於聖塔克拉拉舉行。在聖何塞附近的15年後，該活動移至舊金山，那裡最終成為蘋果公司年度主要媒體活動場地，並且座位經常售罄。13年後，自2007年，WWDC回歸至聖何西。由於COVID-19的安全限制，2021年至2023年的WWDC（6月7日至11日）會於線上舉行。
另外，在每屆WWDC的第一天蘋果會舉行開場的Keynote，介紹即將發布軟件產品和技術的預覽版本（如新款iOS、新版macOS的預覽版本），以及新的硬件產品（如新版本Mac）。

## 概要
參與該大會需要支付$1,599美元的門票，門票是通過在線抽籤獲得。參加者必須年滿13歲，並且必須是蘋果開發者計劃的成員。獎學金適用於學生和理工科（STEM）組織的成員。直到2007年，參加人數在2,000至4,200之間不等；然而，在2007年WWDC期間，史提夫·喬布斯於其簡報內指出有超過5,000名參與者，是歷屆最多人參與的大會。2008年至2015年舉行的WWDC活動設上限，5,000名參與者門票全數售罄（包括特別參加者為5,200人）。2018年WWDC有來自77個國家的6,000名參會者，當中包括350名獎學金得獎者。

## 內容

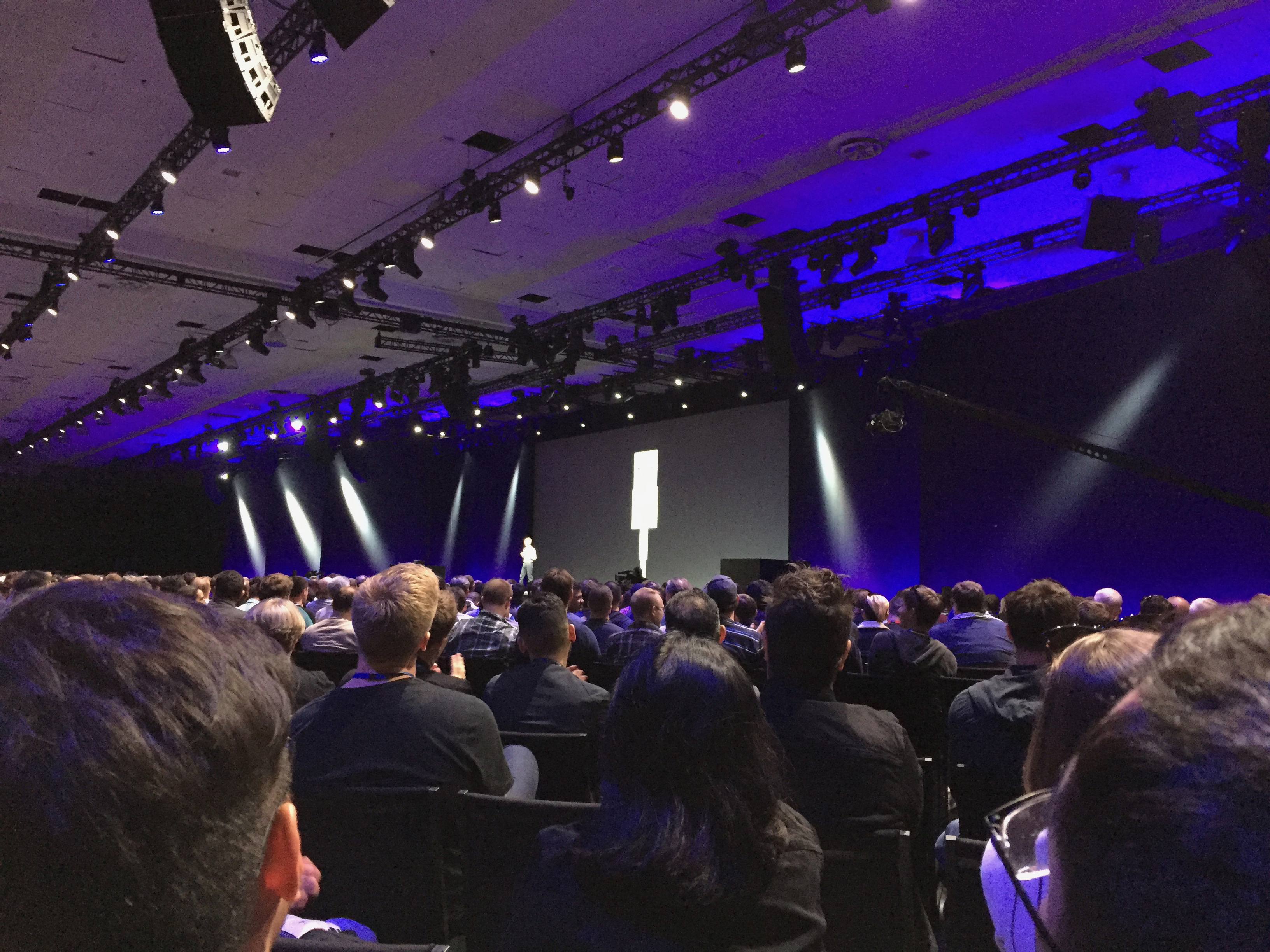
2017年的WWDC上的平台狀態演講（Platforms State of the Union）。

WWDC於每年六月的一個星期周一至周五舉行。會議主要包括一個主題演講、演示會、一對一的「實驗」諮詢，以及特別的聚會和活動。所有的參與人士必須簽署涵蓋WWDC議程及會議其他資料的保密協議。WWDC的演示片段也包含於保密協議中。然而，近年來蘋果公司已在網上向開發者以外的大眾進行直播。
會議以提姆·庫克與蘋果公司其他高管人員於周一早上的主題演講作為開始（從1998年到2011年史提夫·喬布斯辭職和去世，喬布斯發表的主題演講，媒體常稱其為Stevenote）。由於蘋果公司會定期在活動中發布產品，出席者與媒體都會參與會議。活動期間發布的硬件有時會於隨後在會議廳展出。下午的主題演講後就是平台狀態演講（Platforms State of the Union），它強調並展示了蘋果公司軟件開發者平台的變化，這些變化將在該星期較後時間的會議中作詳細介紹。蘋果設計大獎也在會議的第一天宣布。

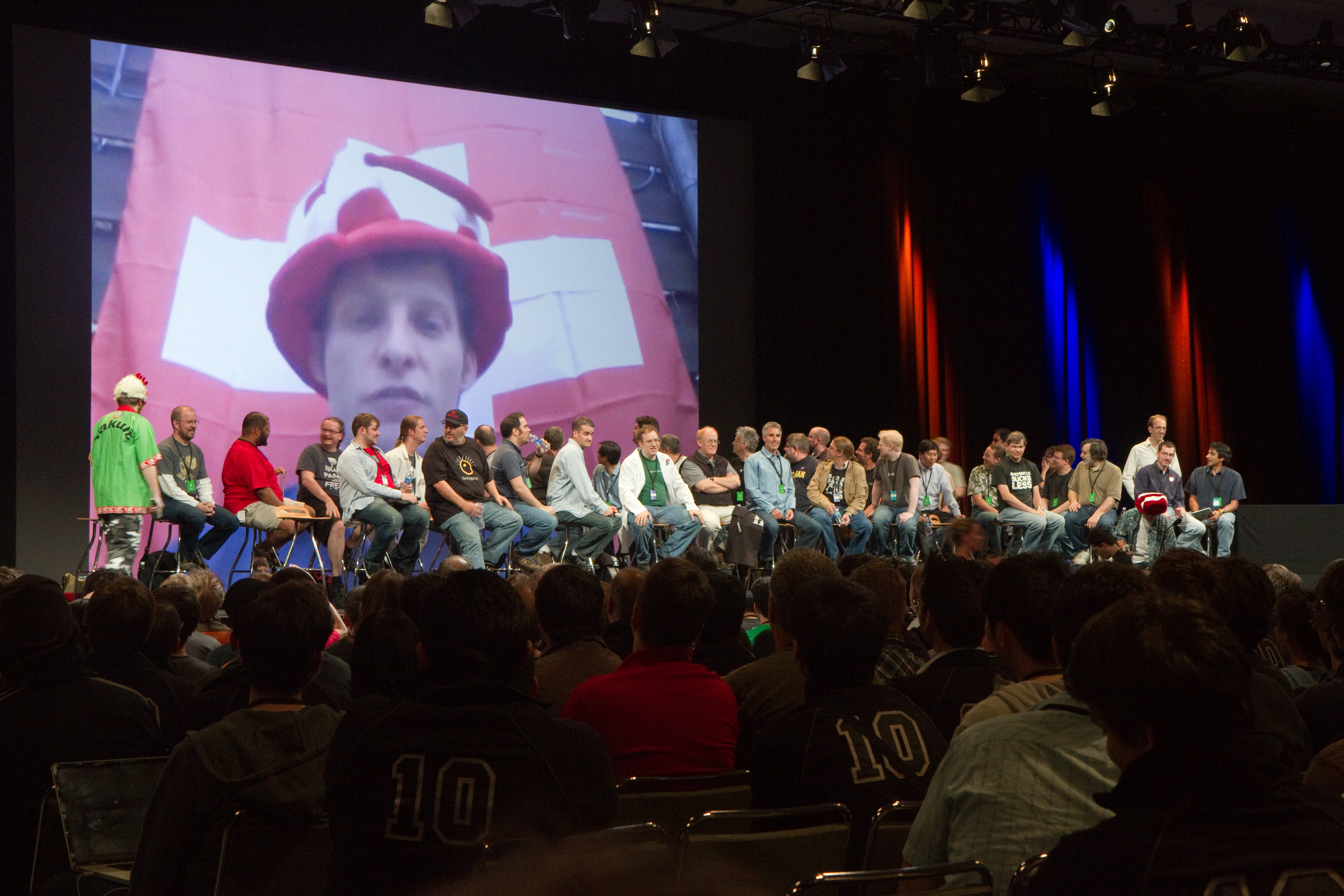
2010年WWDC上的「Stump the Experts」。

不同的會議環節會從周二到周五同時進行。演示會文稿涵蓋著編程、設計和其他主題，範圍從入門到進階。幾乎所有預定安排的演講都是由蘋果公司員工提供。這些演示是實時網絡直播傳輸，而錄製片段可以在蘋果開發者網站上的會議iOS與tvOS應用程式中按需要查閱。午餐時間由各種科技領域專家作嘉賓主持演講；這些環節都不會有串流傳輸或錄製。在過去，一些會議環節包括了問答時間，而受歡迎的環節「Stump the Experts」則以蘋果公司員工跟出席者的互動為特色。
在整個星期進行的實驗中，蘋果公司的工程師將會與開發人員出席一對一的諮詢。使用者界面設計和電腦輔助功能方面的專家也可以預約諮詢。
蘋果公司在會議期間為各種小組團體組織社交聚會，例如STEM領域的女性或對國際化與本地化或機器學習感興趣的開發人員。在附近公園舉行的星期四晚狂歡節（以前稱為啤酒狂歡節），為所有21歲或以上的參加者提供現場音樂、食物和飲料。
另外，2012年WWDC的Keynote首次由蘋果公司新任CEO提姆·庫克主持。在近年的大會中，蘋果公司通常會發表下一個版本macOS或iOS的預覽。

## 歷史
| 年份                                  | 日期                     | 地點                                 |
| Apple 獨立軟體開發者大會              | Apple 獨立軟體開發者大會 | Apple 獨立軟體開發者大會             |
| ------------------------------------- | ------------------------ | ------------------------------------ |
| 1983                                  | 8月8–10日                | Dunfey旅店                           |
| Apple II Forever                      |                          |                                      |
| 1984                                  | 4月23–24日               | 莫斯康中心                           |
| Apple World Conference                |                          |                                      |
| 1986                                  | 1月15–17日               | 布魯克斯大廳                         |
| 1987                                  | 3月2–3日                 | 吉布森圓形劇場                       |
| Apple Developers Conference（DevCon） |                          |                                      |
| 1987                                  | 4月初                    | 聖克拉拉會議中心                     |
| 1988                                  | 4月下旬                  | 聖荷西會議中心                       |
| 1988                                  | 9月                      | 聖荷西會議中心                       |
| 1989                                  | 5月8–12日                | 聖荷西會議中心                       |
| Apple 全球開發者大會（WWDC）          |                          |                                      |
| 1990                                  | 5月7–11日                | 聖荷西會議中心                       |
| 1991                                  | 5月13–17日               | 聖荷西會議中心                       |
| 1992                                  | 5月11–15日               | 聖荷西會議中心                       |
| 1993                                  | 5月10–14日               | 聖荷西會議中心                       |
| 1994                                  | 5月16–20日               | 聖荷西會議中心                       |
| 1995                                  | 5月8–12日                | 聖荷西會議中心                       |
| 1996                                  | 5月13–17日               | 聖荷西會議中心                       |
| 1997                                  | 5月12–16日               | 聖荷西會議中心                       |
| 1998                                  | 5月11–15日               | 聖荷西會議中心                       |
| 1999                                  | 5月10–14日               | 聖荷西會議中心                       |
| 2000                                  | 5月15–19日               | 聖荷西會議中心                       |
| 2001                                  | 5月21–25日               | 聖荷西會議中心                       |
| 2002                                  | 5月6–10日                | 聖荷西會議中心                       |
| 2003                                  | 6月23–27日               | 莫斯康中心西側                       |
| 2004                                  | 6月28日 – 7月2日         | 莫斯康中心西側                       |
| 2005                                  | 6月6–10日                | 莫斯康中心西側                       |
| 2006                                  | 8月7–11日                | 莫斯康中心西側                       |
| 2007                                  | 6月11–15日               | 莫斯康中心西側                       |
| 2008                                  | 6月9–13日                | 莫斯康中心西側                       |
| 2009                                  | 6月8–12日                | 莫斯康中心西側                       |
| 2010                                  | 6月7–11日                | 莫斯康中心西側                       |
| 2011                                  | 6月6–10日                | 莫斯康中心西側                       |
| 2012                                  | 6月11–15日               | 莫斯康中心西側                       |
| 2013                                  | 6月10–14日               | 莫斯康中心西側                       |
| 2014                                  | 6月2–6日                 | 莫斯康中心西側                       |
| 2015                                  | 6月8–12日                | 莫斯康中心西側                       |
| 2016                                  | 6月13–17日               | 比尔·格雷厄姆市政礼堂 莫斯康中心西側 |
| 2017                                  | 6月5–9日                 | 聖荷西會議中心                       |
| 2018                                  | 6月4–8日                 | 聖荷西會議中心                       |
| 2019                                  | 6月3–7日                 | 聖荷西會議中心                       |
| 2020                                  | 6月22–26日               | 線上舉辦                             |
| 2021                                  | 6月7–11日                | 線上舉辦                             |
| 2022                                  | 6月6–10日                | Apple Park（首日以錄影呈現）         |
| 2023                                  | 6月5–9日                 | Apple Park（首日以錄影呈現）         |
| 2024                                  | 6月10–14日               | Apple Park（首日以錄影呈現）         |
| 2025                                  | 6月9-13日                | Apple Park（首日以錄影呈現）         |

第一屆的WWDC是於1983年在加州的蒙特雷舉行。1998年至2002年，WWDC都在5中旬中舉行。2003年至2005年移至6月舉行。在2006年WWDC移至8月，推測可能是為了要有更多的準備時間，以能在大會上展出下一代的作業系統Mac OS X v10.5「Leopard」，以及公開新英特爾處理器的最佳時機。自1998年起，大會通常始於蘋果的产品发布簡報，由公司首席執行長的史提夫·賈伯斯或提姆·庫克主持。近期的WWDC將焦點放在示範與發佈即將登場OS X以及iOS版本的預演。

### 1980年代

#### 1983年
首屆WWDC於1983年舉行。在此期間，該活動被稱為蘋果獨立軟件開發者大會（The Apple Independent Software Developers Conference）。該活動的參與者必須簽署保密協議，因此對該活動知之甚少，但已知的是人們首次率先看到世界上第一台具有圖形界面的個人電腦 — Lisa。

#### 1984年
喬布斯於1984年向開發人員推出了麥金塔電腦，這是第二個圖形界面的個人電腦。這也是首年該活動向媒體開放。

#### 1989年
System 7於1989年公布。

### 1990年代

#### 1991年
1991年，WWDC見證著QuickTime的首個公開演示。

#### 1995年
1995年的WWDC幾乎把焦點完全專注於Copland 作業系統的計劃，這個時候已經能夠在一定程度上能夠演示。吉爾·阿梅里奧表示，該系統按計劃應在夏末以測試版形式發行，在深秋的時候推出最初的商業發行版本。然而，會議上的演示僅提供非常有限的現場示範，並且沒有提供操作系統的測試版本。

#### 1996年
1996年的WWDC的的首要重點是一種名為OpenDoc的新軟件組件技術，它讓最終用戶從提供他們最需要的功能的組件中編譯應用程式。OpenDoc的聯盟包括了Adobe、Lotus、其他公司和蘋果公司。蘋果公司吹捧OpenDoc作為用於Mac OS下應用程式結構的未來基礎。作為概念證明，蘋果公司展示了一種名為Cyberdog的新終端用戶產品，那是一個綜合的互聯網應用組件套件，為用戶提供一個結合瀏覽器、電子郵件、FTP、遠程登錄、telnet等其他完全由用戶可交換OpenDoc組件構建的服務。ClarisWorks（後來更名為「AppleWorks」），它作為蘋果公司全資子公司Claris公司的主要產品，它以OpenDoc之前的組件架構應用程式的一個示例進行了演示，該應用程式修改為能夠包含功能性的OpenDoc組件。

#### 1997年
1997年的WWDC是標誌著喬布斯以顧問回歸的一年。那是收購NeXT後的首個會議，並將焦點專注放在使用OpenStep作為下一代Mac OS的基礎。當時的計劃是引入一個名為「Rhapsody」的新操作系統，它將包含一個OpenStep版本，並使用更像Mac的界面外觀，Cocoa（黃盒），以及一個能夠讓現存的Mac應用程式在操作系統模擬下執行的Classic Mac OS（藍盒）。該會議主要關注正在進行的工作，包括自兩個開發團隊於2月4日合併以來的簡短開發工作歷史。會議上還展示了系統的幾個新增功能，包括標籤式和大綱檢視，和一個新的基於物件的圖形層（NSBezier）。

#### 1998年
1998年，為了回應開發人員對新操作系統的評論，該年的WWDC大公告是引入了Carbon，實際上是在OpenStep上實現的經典Classic Mac OS API 的一個版本。根據最初的Rhapsody計劃，Classic Mac OS（藍盒）的應用程式將在Classic Mac OS的沙盒安裝中執行，並且無法進入新的Mac OS X功能。為了獲得新功能，例如受保護的記憶體和搶佔式多任務處理，開發人員必須使用黃盒的API重寫應用程式。開發人員抱怨主要移植工作至當時正在萎縮的市場上，並警告指他們可能會乾脆地放棄該平台，這導致蘋果公司重新考慮最初的計劃。Carbon通過顯著減少所需的工作量來解決這個問題，同時暴露了底層操作系統的一些新功能。該年的WWDC另一個主要介紹的就是Quartz成像模型，它以類似於顯示PDF的東西來取代了Display PostScript。儘管這種切換的原因尚不清楚，但Quartz還包括對Classic Mac OS中現存的QuickDraw模型和後來得知的Java2D有更好的支援。直接在圖形模型中支援QuickDraw也引發了相關公告，藍盒現在是無形的，結合到現有桌面中，而不是單獨的窗口。

#### 1999年
1999年的WWDC，隨著98年WWDC中概述的計劃實現了，其本質上就是一份進度報告。三個主要公告分別是作為Darwin的新操作系統底層的操作系統的開放，Finder的改進，以及使用QuickDraw 3D替換為OpenGL作為主要3D的API。該系統前稱名為OpenStep，在開發過程中稱為（黃盒），後來正式更名為Cocoa。過程中有2,563名開發人員參加。

### 2000年代

#### 2000年
2000年的WWDC是Mac OS X即將發布之前的另一個「進度報告」。最近的變化包括一個經修改的Dock和開發者工具的改進版本。隨著商業發布推遲到2001年1月，開發人員預覽版本4於會議上發布。此外，WebObjects的價格也降至$699美元的固定費用。會議約有3,600名開發人員參與，以及樂隊The Rippingtons於在蘋果園區裡演出。

#### 2001年
2001年，Mac OS X才剛剛發布，但WWDC增加了 Mac OS X Server和WebObjects 5的第一個版本。該次會議有超過4,000名開發人員參與，大會並向參與者分發了背面繡有一個藍色大型「X」字的皮夾克。

#### 2002年
2002年，蘋果公司推出了Mac OS X v.10.2、QuickTime 6和Rendezvous（現名為Bonjour）。蘋果公司還以一場模擬葬禮向Mac OS 9告別，並告知開發人員指不會再進行Mac OS 9的開發，以及強調Mac的未來和現在完全是基於Mac OS X之上。

#### 2003年
2003年，WWDC展示了中央處理器Power Mac G5、預覽了Mac OS X Panther（10.3）、宣布推出Safari 1.0（結束其測試階段），並介紹了iApps，分別：IPhoto、iMovie、iDVD等。出席者獲得蘋果公司的第一款iSight網絡攝像頭的模型（配合iChat AV的推出），Mac OS X 10.3 的預先發布，和Mac OS X 10.3伺服器，O'Reilly的《果殼中的可可（Cocoa in a Nutshell）》一書，以及一個17英寸筆記本電腦的手提包。蘋果公司還在電影院首映之前率先跟出席者放映了彼思的電影《海底奇兵》。2003年的WWDC原訂於5月19-23日在加利福尼亞州聖荷西舉行，後來改期為6月23-27日於三藩市的莫斯康中心（San Francisco's Moscone Center）舉行。大約有3,000名開發人員參與會議。

#### 2004年
2004年的WWDC於6月28日至7月2日在三藩市莫斯康中心西翼（Moscone West）舉行。喬布斯指出，大會有3,500名開發人員參與，比2003年增加了17%。會議上推出23英寸和30英寸的寬屏新顯示器。喬布斯在會議上對Mac OS X Tiger（10.4）和iTunes 4.9進行預覽，那是第一個結合播客支持的版本。所有參與者都會獲得Mac OS X Tiger的開發者預覽版、一件正面印有蘋果公司標誌和背面印有「WWDC 2004」的灰色T恤、一個能夠容納17英吋PowerBook的背包，以及「蘋果遠端桌面2.0」的副本。在參與者從莫斯康中心西翼乘公共汽車到達那裡後，樂隊Jimmy Eat World於蘋果園區演出。

#### 2005年

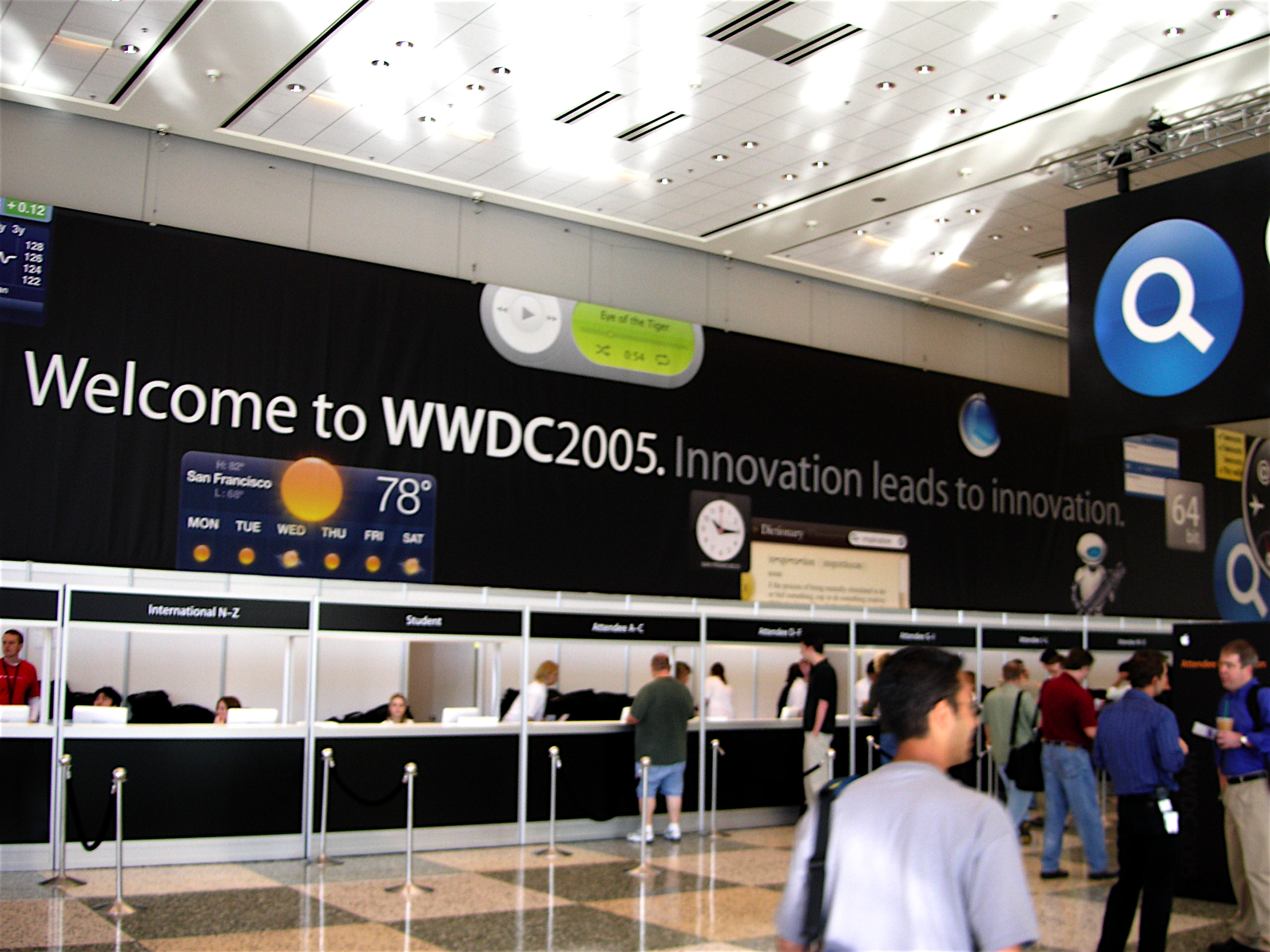
2005年舉行的WWDC大會入口報到處。

2005年的WWDC於6月6-10日舉行。經過基本的市場更新後，喬布斯宣布蘋果公司將會把麥金塔平台從IBM的PowerPC過渡至英特爾的X86中央處理器架構。沃爾夫勒姆研究公司的開發人員在主題演講中討論了他們把Mathematica移植到Intel平台上Mac OS X的經驗。該會議包括110個實驗環節和95個演講環節，該次會議有超過500名蘋果公司的工程師在場，以及來自45個國家的3,800名參與者。樂隊The Wallflowers在蘋果園區演出。

#### 2006年

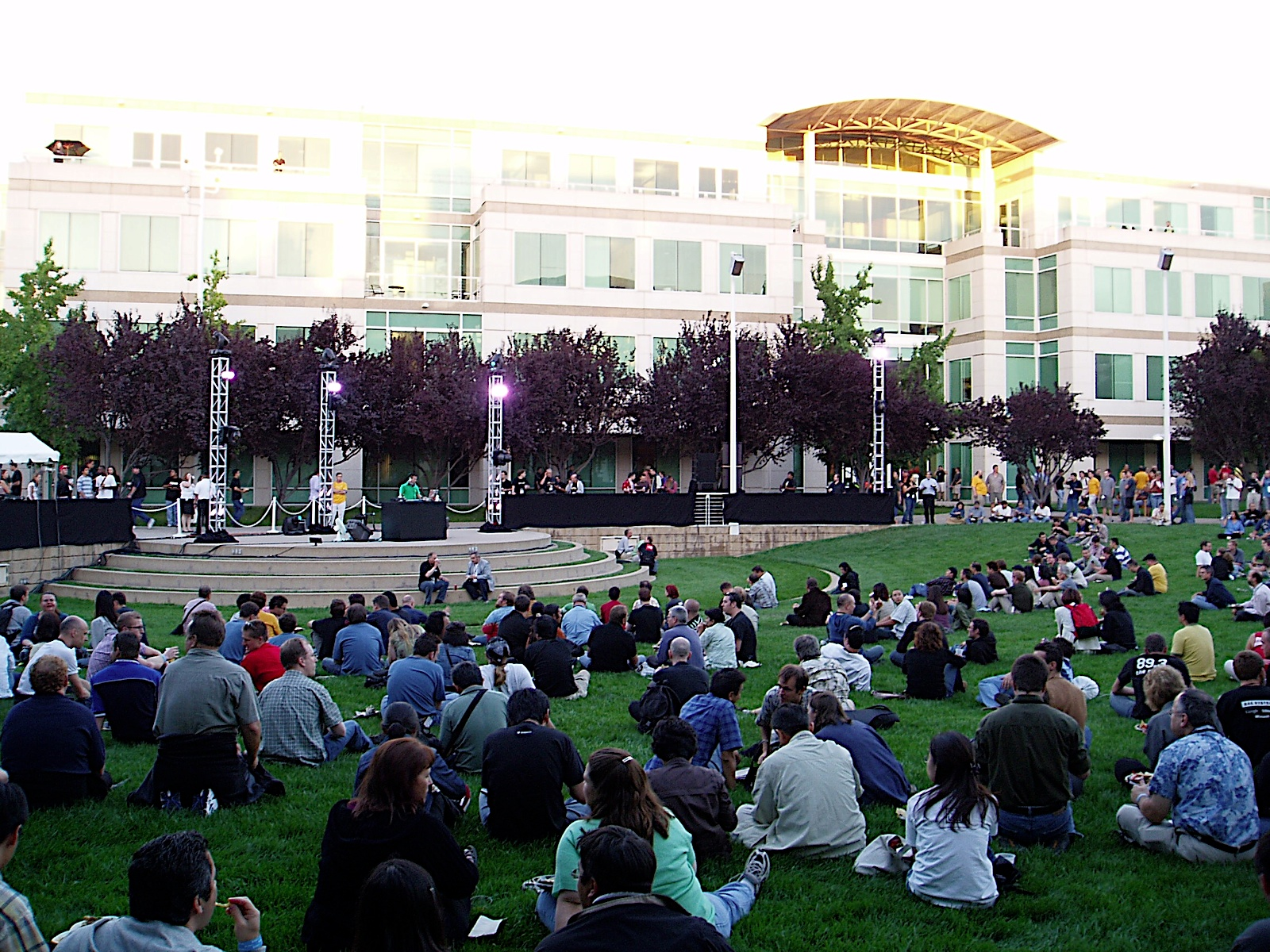
音樂人BT在蘋果公司總部的無限循環1號園區（1 Infinite Loop）舉行的2006年WWDC狂歡節上演出。

2006年，喬布斯再次在WWDC上發表主題演講，該次會議於8月7-11日在三藩市的三藩市的莫斯康中心西翼舉行。專業工作站電腦「Mac Pro」獲公布作為Power Mac G5系列的替代品，Power Mac G5作為蘋果公司上一代的專業桌面電腦，也是最後一款基於PowerPC的麥金塔電腦。標準Mac Pro配備兩個2.66GHz雙核心Xeon（Woodcrest）處理器、1GB記憶體、250GB硬碟和256MB的視訊卡。Xserve伺服器也更新了，同樣搭載雙核心的Xeon處理器。冗餘電源系統和遠端控制管理（Lights Out Management）是對蘋果公司伺服器系列的進一步產品改進。
雖然某些關鍵的Mac OS X改進沒有公開，但在下一代系統（MacOS X 10.5 Leopard）中有10項改進，包括：完整的64位元應用程式的支援、Time Machine（檔案還原）、內建Boot Camp、Front Row、Photo Booth、空間（Spaces）虛擬桌面功能、增強的Spotlight（搜尋技術）、核心動畫、增強了的輔助應用程式技術、郵件軟件的強化、Dashboard的強化（包括Dashcode和iChat的強化）。
隨著Mac OS X Leopard功能獲公布，Mac OS X Server產品的重大修訂也公佈了。伺服器的新功能包括：簡化的設定過程、日曆和通訊錄伺服器（基於CalDAV的標準）、Apple Teams（一組基於網絡的協作服務）、Spotlight伺服器和播客製作人（Podcast Producer）。簡報指出麥金塔電腦的銷售成長速度已超越PC電腦，蘋果公司的筆記型電腦市場佔有率也提升了一倍（從6%升至12%），這是歸因於該公司發表了「MacBook」機型的緣故。
2006年的WWDC吸引了來自48個國家的4,200名開發人員參與，同時有超過1,000名蘋果公司的工程師出席，他們進行了140場研討會100場動手實驗（hands-on labs）活動。音樂人BT於庫比蒂諾的蘋果園區中表演。

#### 2007年
2007年的WWDC在6月11-15日於三藩市三藩市的莫斯康中心西翼舉行，並由喬布斯的主題演講作開始。蘋果公司推出一個Mac OS X Leopard的完整測試版，儘管其發布日期已推遲至10月。喬布斯宣布已經為蘋果公司專用的網頁瀏覽器Safari創建了一個Windows版本，並且在同一天在網上發布測試版本。蘋果公司還宣布支援當時即將推出的iPhone透過在手機上Safari中運行的在線網絡應用程式.Mac的第三方開發。該公告暗示蘋果公司至少於當時的目前並沒有發布iPhone軟件開發工具包（SDK）的計劃，這意味著開發人員必須使用標準的標準網絡協議。此外，喬布斯在主題演講中指出，2007年的WWDC有超過5,000名參與者出席，打破了前一年的紀錄。樂隊Ozomatli於耶巴布埃納花園中演出。

#### 2008年
2008年的WWDC於6月9-13日在三藩市三藩市的莫斯康中心西翼舉行。蘋果公司報告指，該會議的門票首次售罄。該會議為開發人員提供了三個主題：iPhone、Mac和資訊科技。主題演講中的公告包括適用於iPhone和iPod Touch的App Store、穩定版本的iOS軟體開發工具包、面向全球市場的iPhone 3G版本、iPhone操作系統的2.0版本、Mac OS X Snow Leopard（10.6），以及把.Mac替換／更名為MobileMe。對於6月12日舉行的狂歡節，樂隊裸体淑女乐队於耶爾巴布埃納花園演出。
七年後，雅虎新聞將2008年描述為「也許是WWDC產品介紹的高峰年」，然而MobileMe的問題導致了「蘋果公司歷來最大的公關災難之一」。

#### 2009年
2009年的WWDC於6月8-12日在三藩市三藩市的莫斯康中心西翼舉行，而蘋果公司據報指2009年會議的門票於4月下旬已全數售罄。主題演講中的發布包括3月份的時候向開發人員宣布的iPhone OS 3.0軟件的發布、Mac OS X Snow Leopard（10.6）的展示、新的13英吋MacBook Pro，15英吋和17英吋MacBook Pro的更新，以及新的IPhone 3GS。由於蘋果公司的CEO喬布斯自年初便因健康原因而離開崗位，該年的WWDC由蘋果公司的產品市場部副總裁菲力普·舒勒負責發表主題演講。會議上，出席者會獲得一個氯丁橡膠的斜挎包，以及樂隊Cake在耶爾巴布埃納花園演出。

### 2010年代

#### 2010年

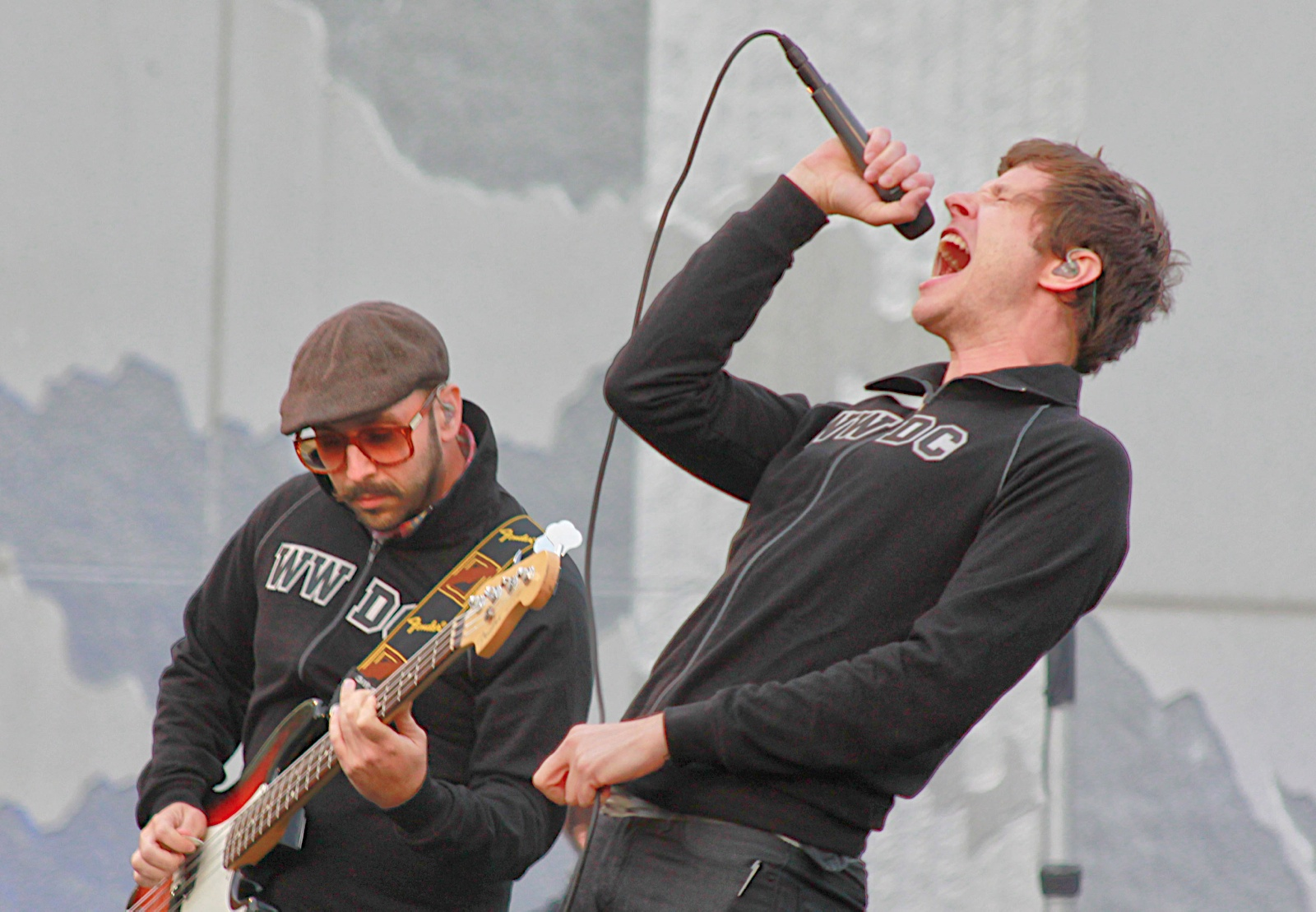
樂隊OK Go在2010年的WWDC狂歡節表演上穿著大會的運動外套。

2010年的WWDC於4月28日公布，並在6月7-11日於三藩市的莫斯康中心西翼舉行。蘋果公司報告指，儘管門票僅以$1,599美元的原價出售，但該會議的門票在發售後的8天內售罄（2009年及之前的門票可以以$300美元的早鳥折扣購買）。2010年6月7日，喬布斯於會議上發布了iPhone 4，由於其技術問題，加上喬布斯將它們歸咎於手機擁有人，將主導了會議的餘波（天線門事件）。同樣在2010年的WWDC上，宣布把「iPhone OS」重新命名為「iOS」。iPhone上的FaceTime和iMovie應用程式也發布了。樂隊OK Go於耶爾巴布埃納花園演出。出席者會收到一件背心上印有「WWDC」字母和背面縫有數字「10」的黑色運動外套。

#### 2011年

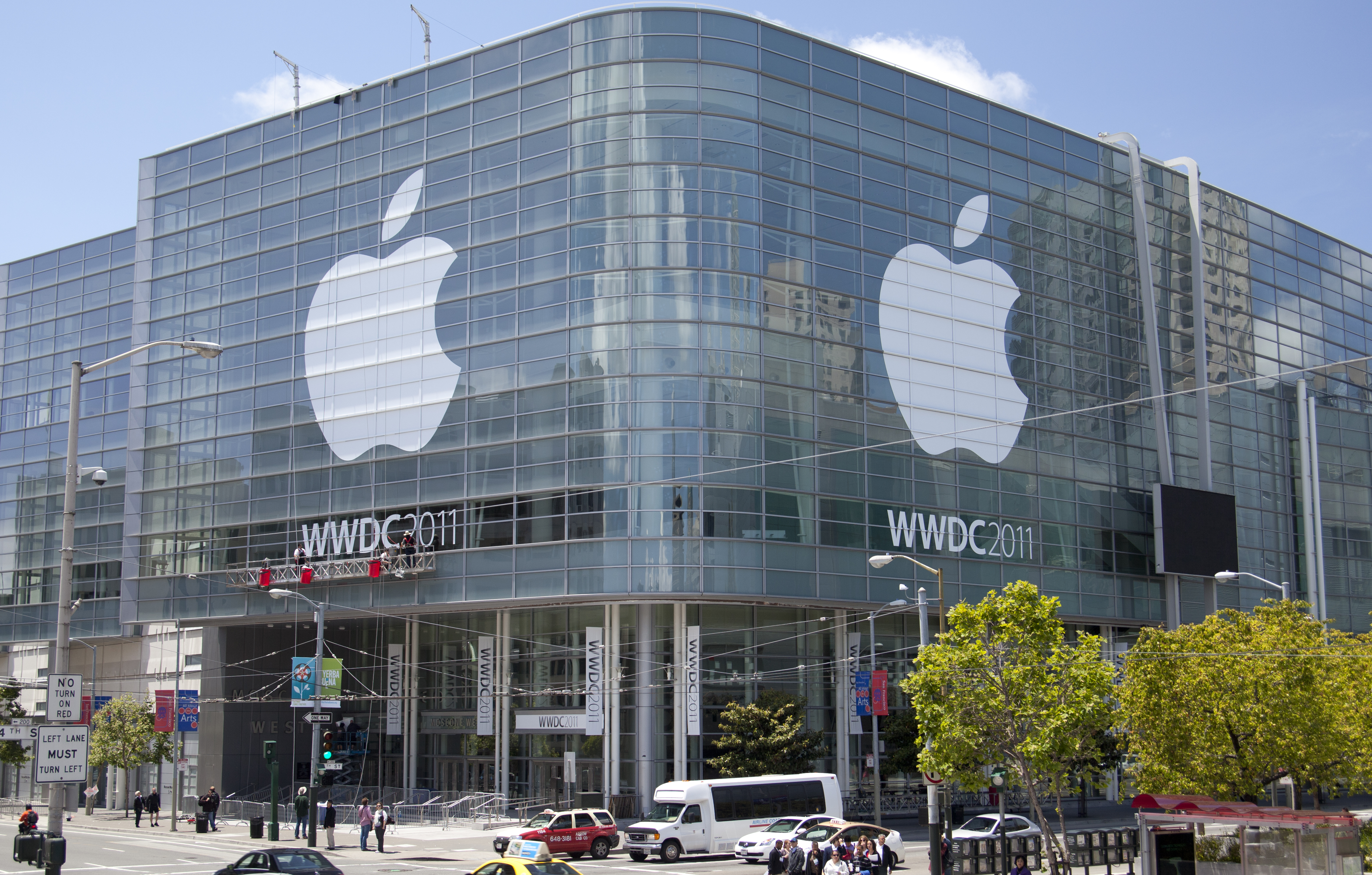
正在舉行2011年WWDC的莫斯康中心西翼。

2011年的WWDC於6月6-10日在三藩市的莫斯康中心西翼舉行。據報導，該活動於3月28日發售的5,000張門票在短短的12個小時內售罄。其票價也跟2010年WWDC的$1,599美元售價一樣保持不變，然而，門票的售後市場價格從$2,500美元到$3,500美元不等。
在主題演講中，其主題的分別是：蘋果公司推出了其下一代操作系統軟件—Mac OS X的第八代主要版本—Mac OS X Lion；蘋果公司為iPhone、iPad和iPod Touch提供支援的進階流動操作系統的下一個版本—iOS 5；蘋果公司即將推出的雲端服務產品—iCloud。出席者獲得一件跟前一年活動相似的黑色運動外套，然而正面是一個較小的「WWDC」的字樣和背面縫上數字「11」。米高·弗蘭蒂和矛頭（Spearhead）於6月9日在耶爾巴布埃納花園演出。
這是喬布斯主持的最後一次蘋果公司活動。

#### 2012年

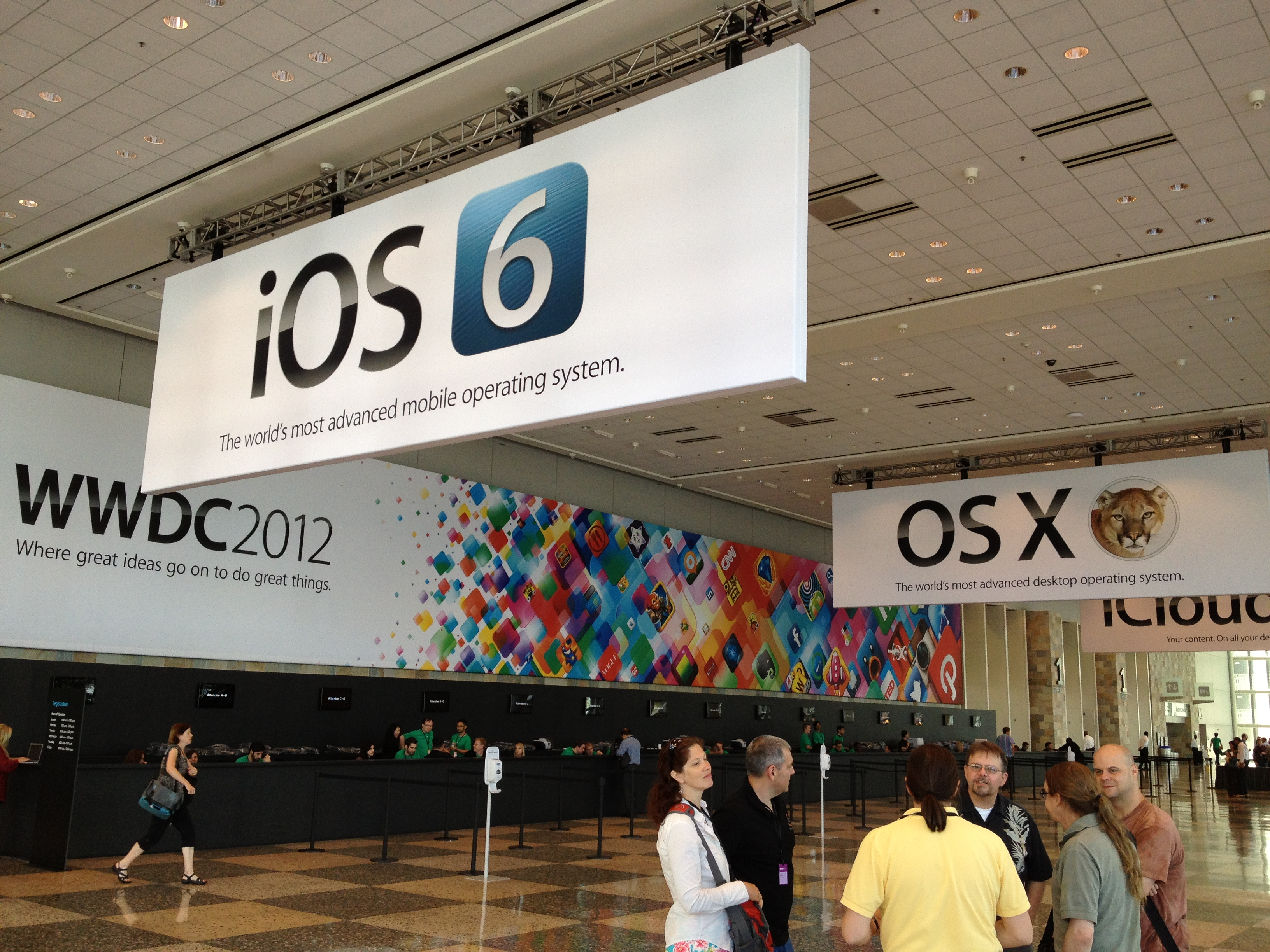
2012年的WWDC在三藩市的莫斯康中心舉行。

2012年的WWDC於6月11-15日在三藩市的莫斯康中心西翼舉行，其票價為$1,599美元，跟2010年的WWDC相同。門票於2012年4月25日（星期三）上午8時30分開始銷售，並在1小時43分鐘內售罄。蘋果公司要求使用與付費蘋果公司開發者帳戶相關聯的Apple ID進行購買，從而改變了購買流程。其主題演講重點介紹了蘋果地圖的發布，並發布了MacBook Air和MacBook Pro的新型號，當中包括一款配備Retina顯示屏的型號。蘋果公司還展示了OS X Mountain Lion和iOS 6。
早年，出席者必須年滿18歲。2012年，在一名未成年人於2011年度「意外地」獲得學生獎學金之後，成功向庫克申請保留該獎項，蘋果公司將這一要求更改為至少13歲的規定。儘管發生了變化，但根據當地和聯邦法律，參與啤酒狂歡節的人仍需年滿18歲，而飲酒人士的年齡需年滿21歲。霓虹樹合唱團於WWDC狂歡節上表演。

#### 2013年
2013年的WWDC於6月10-14日在三藩市的莫斯康中心西翼舉行，$1,599美元的門票於PDT2013年4月25日上午10時開始發售，並在71秒（1分11秒）內售罄。蘋果公司還宣布，受惠於會議上的許多工作坊，它將為年輕的參與者頒發150張免費的WWDC'2013學生獎學金門票。
在主題演講中，蘋果公司推出了重新設計的Mac Pro、AirPort Time Capsule、AirPort Extreme及MacBook Air機型，並展示了OS X Mavericks、iOS 7、iWork for iCloud和一種名為「iTunes Radio」的新音樂串流媒體服務。樂隊Vampire Weekend於6月13日在耶爾巴布埃納花園舉行的狂歡節上演出。出席者會獲贈一件正面印有字母「WWDC」和背面縫有數字「13」的黑色風衣。

#### 2014年
2014年的WWDC於6月2-6日在三藩市的莫斯康中心西翼舉行。蘋果公司首次向會議公告時是蘋果公司開發者計劃的成員，並在其開發者網站上註冊的開發者隨機提供購買門票的機會。蘋果公司還贈送了200張免費學生獎學金門票。
主題演講於6月2日開始，蘋果公司推出了幾款新軟件產品，包括iOS 8—這是自App Store發布以來對iOS的最大更新—以及OS X Yosemite，具有受iOS啟發而重新設計的界面。公告包括了許多適用於iOS 8的開發工具包和工具，例如新的編程語言Swift，但沒有新的硬件。樂隊Bastille於耶爾巴布埃納花園演出。出席者收到了一件正面印有「WWDC」字母，背面縫上數字「14」的黑色風衣，以及一張價值$25美元的iTunes禮品卡，以紀念WWDC的25周年。

#### 2015年
2015年的WWDC於6月8-12日在三藩市的莫斯康中心西翼舉行。其主要通告發布是iOS 9的新功能、OS X的下一個版本OS X El Capitan、Apple Watch軟件watchOS的第一個重大軟件更新、編程語言Swift正在成為支援iOS、OS X和Linux的開源軟件的消息，以及6月30日登場的Apple Music。啤酒狂歡節在6月11日於耶爾巴布埃納花園舉行，樂隊月球漫步在那裡演出。

#### 2016年
2016年的WWDC於6月13-17日在三藩市的莫斯康中心西翼及比爾·格雷厄姆市政禮堂舉行。在活動的公告包括將OS X重新命名為「macOS」，新版本命名為macOS Sierra，以及對IOS 10、watchOS 3及tvOS 10的更新。蘋果公司宣稱該那是對開發者來說是有史以來規模最大的主題演講；他們允許第三方開發人員擴展訊息、地圖和Siri中的功能成為現實。思科系统和蘋果公司於2016年的WWDC上宣佈建立合作夥伴關係。透過Cisco DevNet進入的思科系统應用程式介面（API）將與蘋果公司的iOS與API具有更好的相互操作性。
主題演講更多地是關於軟件更新和功能，因為沒有引進新的硬件。蘋果公司發布了家庭（Home）應用程式— HomeKit，兩者一起作為所有為家庭提供功能的第三方應用程式控制中心。此外，Swift Playgrounds被宣佈作為iPad的專屬應用程式，它幫助年輕人學習使用蘋果公司的編程語言Swift來進行編程。還有，引入了蘋果公司的新的文件系統—APFS。
活動上的狂歡節由樂隊Good Charlotte於比爾·格雷厄姆市政禮堂演出。

#### 2017年

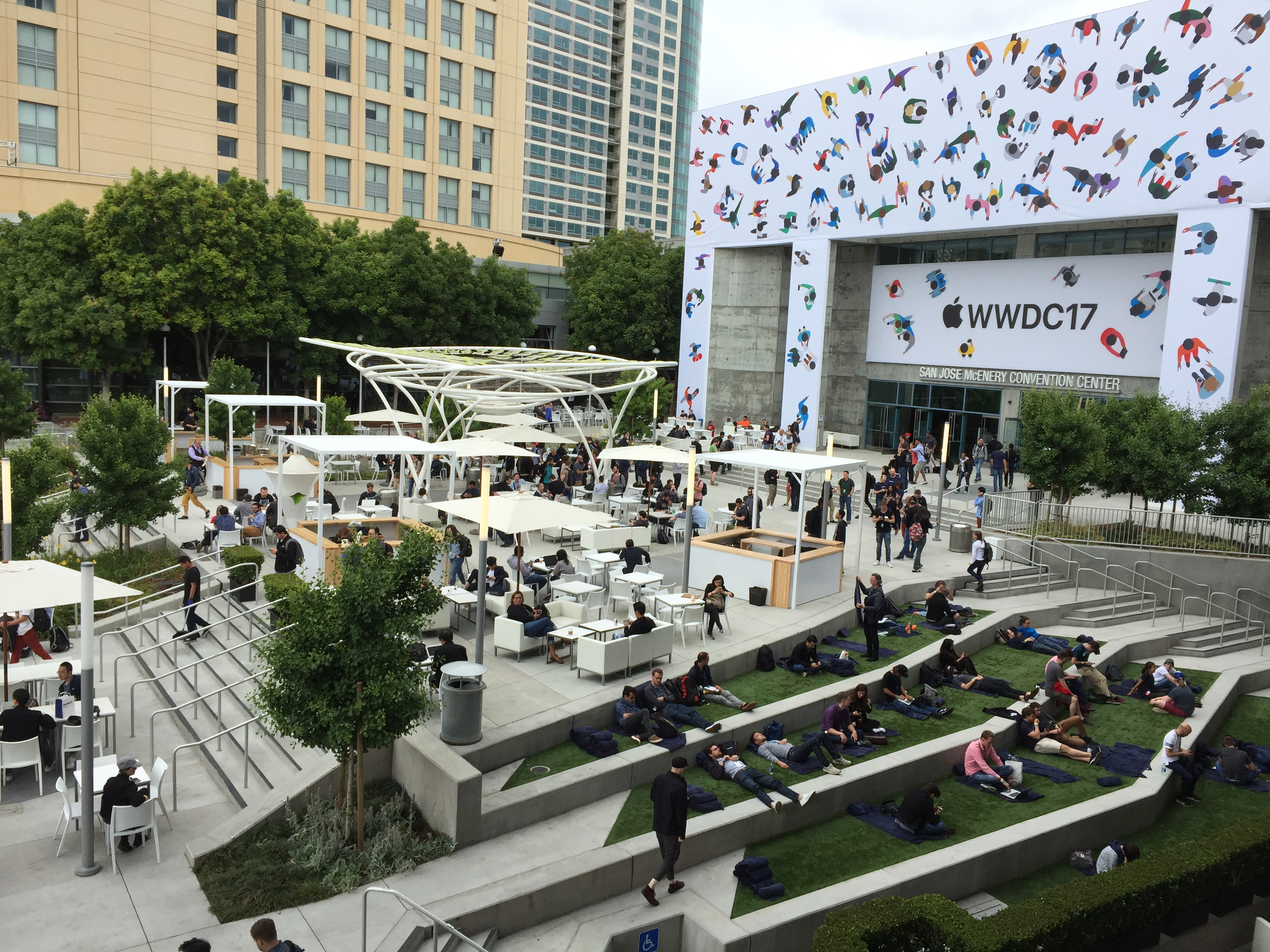
2017年的WWDC在聖荷西會議中心舉行。

2017年的WWDC於6月5-9日在加州聖荷西的聖荷西會議中心舉行，這是該會議自2002年以來首次回到該城市舉行。軟件發布包括了iOS 11、watchOS 4、MacOS High Sierra，以及TvOS的更新。硬件發布包括了iMac、MacBook和MacBook Pro的更新，以及新款iMac Pro、10.5英寸iPad Pro和智能揚聲器HomePod。樂隊Fall Out Boy在6月8日於探索草甸公園（Discovery Meadow Park）的狂歡節上演出。

#### 2018年

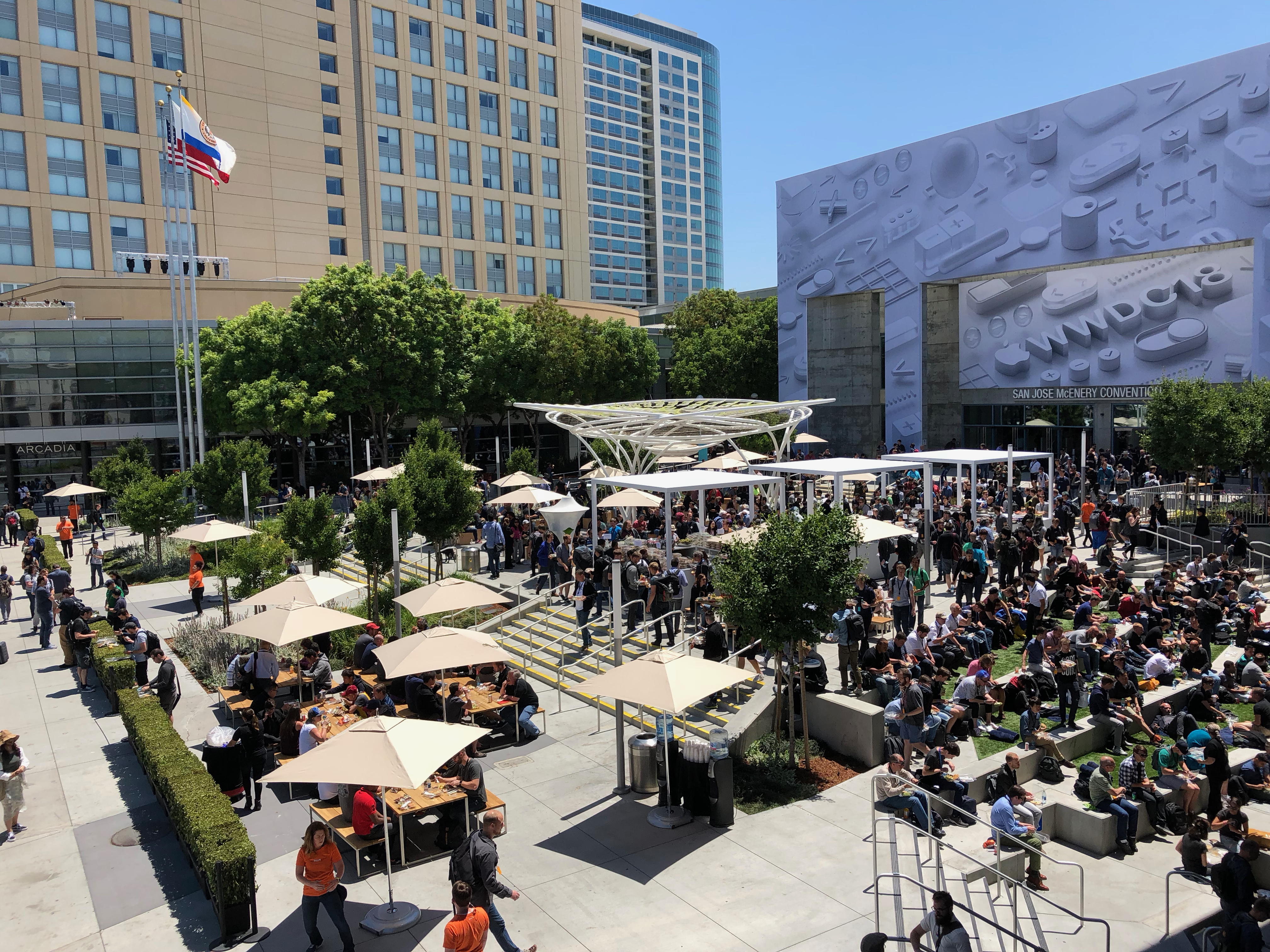
2018年的WWDC於聖荷西會議中心舉行。

2018年的WWDC於6月4-8日在加州聖荷西會議中心舉行，活動中的發布包括了iOS 12、MacOS Mojave（10.14）、watchOS 5，以及tvOS的更新。跟2016年一樣，這年沒有新的硬件推出。Panic! at the Disco於草甸公園（Discovery Meadow Park）舉行的狂歡節上演出。

#### 2019年
2019年的WWDC於6月3-7日在加州聖荷西會議中心舉行。活動上公布了iOS 13、macOS Catalina、watchOS 6、tvOS 13、iPadOS 13、第三代Mac Pro和Pro Display XDR。
樂隊Weezer於探索草甸公園（Discovery Meadow Park）的狂歡節上演出。

### 2020年代

#### 2020年
由於持續不斷的2019冠狀病毒病疫情，2020年6月22-26日的WWDC改為在線上舉行，線上的蘋果公司特別活動上的公告包括iOS 14、iPadOS 14、tvOS 14、watchOS 7、macOS Big Sur，及蘋果公司為其麥金塔個人電腦系列轉向遷移至定制的ARM處理器，包括供開發人員使用的基於ARM的Mac機型。該線上發布會的片段以預錄形式攝於加州庫比蒂諾的蘋果園區，影片同時也展示了許多蘋果園區的景觀。該活動總共錄得獲得超過2,200萬次觀看，內容長達約72小時。

#### 2021年
2021年的WWDC於6月7-11日於線上舉行，這是由於2019冠狀病毒病疫情而舉辦的另一場線上發布會，其標題為「大看點，眼看就來（Glow and Behold）」。在會上發布了IOS 15、iPadOS 15、TvOS 15、watchOS 8、MacOS Monterey，和其他軟件更新。跟2020年一樣，活動影片攝於加州庫比蒂諾的蘋果園區。

#### 2022年
由於2019冠狀病毒病疫情，標題為「召喚編碼俠」的2022年WWDC於2022年6月7日於線上舉行，儘管6月6日在蘋果園區將會是一個特別的日子，讓開發者跟學生一起觀看在線活動。WWDC 2022就像過往於2020年及2021年所舉行的前兩次大會一樣，成為另一個僅限在線的會議。会上发布了iOS 16、iPadOS 16、tvOS 16、watchOS 9、macOS Ventura和搭载M2 Soc的MacBook Air、13 英寸 MacBook Pro。

#### 2023年
2023年的WWDC由於2019冠狀病毒病疫情還是跟前幾屆一樣都是線上會議，但包含蘋果園區等多個地點，有部分線下活動回歸，以採取並行的模式舉辦。標題是「編碼新世界」的2023年WWDC於2023年6月5日於線上舉行，在這次WWDC蘋果公司推出macOS Sonoma、Apple Vision Pro、iOS 17、iPadOS 17、watchOS 10、tvOS 17、Mac Pro、M2 Max和Ｍ2 Ultra的Mac Studio、15寸MacBook Air。

#### 2024年
所有開發者皆可免費參與 WWDC24，會議中將發表 iOS、iPadOS、macOS、watchOS、tvOS 和 visionOS 的近期創新。Apple 持續致力於幫助開發者提升其 app 和遊戲的品質，而 WWDC 就是其中一環。此活動也將提供開發者與 Apple 專家交流的難得機會，以及對新工具、框架和功能的深度見解。

## 蘋果設計獎
苹果设计奖是每年WWDC期间颁发的设计奖项，旨在表彰每年iOS、macOS、watchOS、tvOS等苹果平台上在设计、技术和创新方面有杰出表现的软件、硬件开发者。

## 相關事件
- 每一屆的WWDC都會跟不同的第三方會議聯合舉辦，包括AltConf、Layers，和NextDoor。
- 著名播客占·達爾林普（Jim Dalrymple）和約翰·格魯伯在附近舉辦活動，以及前蘋果公司狂熱鼓吹者詹姆斯·登普西（James Dempsey）舉辦了一場慈善音樂會（英语：Benefit concert）[78]。
- 在此之前，蘋果公司還在Macworld/iWorld（英语：Macworld/iWorld）及Apple Expo（英语：Apple Expo）上發布新產品。

## 外部連結
- （英文） WWDC官方網站 （页面存档备份，存于）
- （英文） 觀看2006年WWDC影片
- （英文） WWDC參訪者指南